# Magura (meteoryt)
Magura (inna nazwa Oravskamagura) – meteoryt żelazny należący do oktaedrytów gruboziarnistych typu IA znajdowany na terenie Magury Orawskiej w latach 1830–1840 na Słowacji. W 1844 roku zidentyfikowany jako meteoryt przez W. Haidingera.
W latach 1830–1840 zebrano jakieś 1600 kg żelaza meteorytowego i wykorzystano jako surowiec w miejscowej hucie. Do dziś ocalało jedynie około 150 kg. W meteorycie Magura po raz pierwszy wyodrębniono i zidentyfikowano fosfor żelaza, fosfor niklu, oraz minerały cohenit i schreiberyt. W skład meteorytu wchodzą następujące pierwiastki: żelazo 92,60%, nikiel 6,67%, kobalt 0,46%, fosfor 0,24%, oraz związki galu, germanu, irydu.

## Meteoryt Magura w polskich zbiorach
- Katedra Mineralogii i Petrografii Uniwersytetu Jagiellońskiego w Krakowie
- Zakład Mineralogii i Petrografii Uniwersytetu Wrocławskiego
- Zakład Geologii Dynamicznej Instytutu Nauk Geologicznych PAN w Krakowie